# Polsat News 2
Polsat News 2 (wcześniej do 31 lipca 2014 Polsat News+) – polski publicystyczno-informacyjny kanał telewizyjny, który rozpoczął nadawanie 9 czerwca 2014 o godzinie 10.00, zastępując Polsat Biznes. Stanowił uzupełnienie głównej anteny Polsat News, z pogłębionym komentarzem. Emitował programy poświęcone wydarzeniom krajowym, zagranicznym, polityce, ekonomii i kulturze. W czerwcu 2018 zaprzestano produkowania i emitowania własnych programów. W 2023 roku udział stacji w rynku wynosił 0,11% w grupie 4+. Od 16 kwietnia 2024 kanał jest dostępny w jakości HD.

## Programy (emitowane do czerwca 2018)
Sztandarowym programem publicystycznym był To był dzień na świecie. Ponadto w ramówce znajdowały się programy emitowane wcześniej w Polsat Biznes, tj. Zoom na giełdę, Biznes Informacje, Nie daj się fiskusowi oraz nowe: Prawy do Lewego, Lewy do Prawego, Rozmowa polityczna, WidziMiSię, Wysokie C, poŚwiata, Od redakcji, Pociąg do polityki, Fajka pokoju i Naczelni.

## Nazwa
Na etapie przygotowań do uruchomienia oraz przez pierwsze niespełna dwa miesiące nadawania kanał nosił nazwę Polsat News+. Znak plusa zapisywany był w taki sam sposób jak w logotypie sieci komórkowej Plus, mającej tego samego właściciela. 31 lipca 2014 roku nazwa została zmieniona na Polsat News 2 z powodu sporu prawnego toczonego przez Polsat z firmą ITI Neovision, właścicielem platformy nc+. Ponieważ ITI Neovision oznacza znakiem plusa (zaczerpniętym od jej głównego udziałowca, Canal+) wszystkie swoje nadawane samodzielnie kanały, Sąd Okręgowy zdecydował o zabezpieczeniu powództwa na czas toczącego się procesu, nakazując Polsatowi zmianę nazwy kanału. W listopadzie Sąd Apelacyjny rozpatrzył jednak odwołanie Polsatu i uchylił poprzednią decyzję, pozwalając na przywrócenie kanałowi dotychczasowej nazwy. Polsat nie podjął jeszcze decyzji o ewentualnej zmianie nazwy kanału. W grudniu Sąd Okręgowy w Warszawie wydał wyrok, który oddalił w całości powództwo nc+, wyrok nie jest jednak prawomocny. Jednak po odwołaniu platformy nc+ Telewizja Polsat przegrała w Sądzie z platformą i nie może używać symbolu „+” w nazwie kanału Polsat News+ i programu „+ Kultura”. Oprócz zakazu sąd nakazał Telewizji zamieszczenie ogłoszenia o tym, że nie może używać w swoich kanałach znaku +.

## Logo
| Data wprowadzenia | Opis | Logo |
| ----------------- | --- | ---- |
| 9 czerwca 2014    | Logo przedstawiało dolny prostokąt z napisem „Polsat” (pomarańczowy), jak również górny prostokąt z napisem „News” (ciemnoturkusowy) i znakiem „+”, znajdującym się w prawym górnym rogu. |      |
| 31 lipca 2014     | Podobne do poprzedniego, ale w miejscu dotychczasowego znaku „+” znajdowała się cyfra „2”, stylizowana na znak „@”.                                                                       |      |
| 30 sierpnia 2021  | Błękitne (błękitne i ciemnobłękitne w wersji gradientowej) paski tworzące kulę, pod nią błękitny napis „polsat news 2”.                                                                   |      |